# ساوثسايد
ساوثسايد (بالإنجليزية: Southside)‏ هي مدينة أمريكية تقع في ولاية ألاباما.تبلغ مساحة هذه المدينة 49.5 (كم²)،ويبلغ عدد سكانها 8412 نسمة حسب إحصاء سنة 2010 م.تشير الإحصاءات بأن الكثافة السكانية في هذه المدينة تقدر بـ(169.9) نسمة/كم2.

## التركيبة السكانية
حدّد مكتب تعداد الولايات المتحدة بيانات التركيبة السكانية لساوثسايد في تعداد الولايات المتحدة. في ما يلي، التركيبة السكانية حسب تعدادي 2000 و2010.

### تعداد عام 2000
بلغ عدد سكان ساوثسايد 7,036 نسمة بحسب تعداد عام 2000، وبلغ عدد الأسر 2,653 أسرة وعدد العائلات 2,171 عائلة مقيمة في المدينة. في حين سجلت الكثافة السكانية 142 نسمة لكل كيلومتر مربع (367.8/ميل2). وبلغ عدد الوحدات السكنية 2,783 وحدة بمتوسط كثافة قدره 56.2 لكل كيلومتر مربع (145.6/ميل2).
وتوزع التركيب العرقي للمدينة بنسبة 98.11% من البيض و0.61% من الأمريكيين الأفارقة و0.23% من الأمريكيين الأصليين و0.24% من الأمريكيين ذوي الأصول الآسيوية و0.13% من الأعراق الأخرى و0.68% من عرقين مختلطين أو أكثر و0.67% من الهسبانيون أو اللاتينيون من أي عرق.
بلغ عدد الأسر 2,653 أسرة كانت نسبة 38% منها لديها أطفال تحت سن الثامنة عشر تعيش معهم، وبلغت نسبة الأزواج القاطنين مع بعضهم البعض 72.6% من أصل المجموع الكلي للأسر، ونسبة 6.6% من الأسر كان لديها معيلات من الإناث دون وجود شريك، بينما كانت نسبة 2.6% من الأسر لديها معيلون من الذكور دون وجود شريكة وكانت نسبة 18.2% من غير العائلات. تألفت نسبة 16.2% من أصل جميع الأسر من عدة أفراد يعيشون في نفس المنزل ونسبة 6.4% كانت تتألف من شخص يعيش بمفرده يبلغ من العمر 65 عاماً أو أكثر. وبلغ متوسط حجم الأسرة المعيشية 2.62، أما متوسط حجم العائلات فبلغ 2.93.
بلغ العمر الوسطي للسكان 38.1 عاماً. وكانت نسبة 23.5% من القاطنين تحت سن الثامنة عشر، وكانت نسبة 6.8% بين الثامنة عشر والرابعة والعشرين عاماً، ونسبة 29.9% كانت واقعةً في الفئة العمرية ما بين الخامسة والعشرين والرابعة والأربعين عاماً، ونسبة 28% كانت ما بين الخامسة والأربعين والرابعة والستين، ونسبة 10.6% كانت ضمن فئة الخامسة والستين عاماً فما فوق. يوجد لكل 100 أنثى 97.7 ذكر، ويوجد لكل 100 أنثى في الثامنة عشر من عمرها فما فوق 95.8 ذكر.
بلغ متوسط دخل الأسرة في المدينة 52,949 دولارًا، أما متوسط دخل العائلة فبلغ 59,093 دولارًا. وكان متوسط دخل الذكور 41,832 دولارًا مقابل 29,911 دولارًا للإناث. وسجل دخل الفرد الخاص بالمدينة 22,202 دولارًا. وكانت نسبة 2.2% من العائلات ونسبة 3.6% من السكان تحت خط الفقر، وكان من هؤلاء نسبة 3.1% تحت سن الثامنة عشر ونسبة 5.4% في الخامسة والستين من العمر وما فوق.

### تعداد عام 2010
بلغ عدد سكان ساوثسايد 8,412 نسمة بحسب تعداد عام 2010، وبلغ عدد الأسر 3,228 أسرة وعدد العائلات 2,524 عائلة مقيمة في المدينة. في حين سجلت الكثافة السكانية 169.7 نسمة لكل كيلومتر مربع (439.5/ميل2). وبلغ عدد الوحدات السكنية 3,500 وحدة بمتوسط كثافة قدره 70.6 لكل كيلومتر مربع (182.9/ميل2).
وتوزع التركيب العرقي للمدينة بنسبة 96.54% من البيض و1.46% من الأمريكيين الأفارقة و0.18% من الأمريكيين الأصليين و0.67% من الأمريكيين ذوي الأصول الآسيوية و0.04% من سكان جزر المحيط الهادئ و0.40% من الأعراق الأخرى و0.71% من عرقين مختلطين أو أكثر و1.27% من الهسبانيون أو اللاتينيون من أي عرق.
بلغ عدد الأسر 3,228 أسرة كانت نسبة 35.9% منها لديها أطفال تحت سن الثامنة عشر تعيش معهم، وبلغت نسبة الأزواج القاطنين مع بعضهم البعض 65.6% من أصل المجموع الكلي للأسر، ونسبة 9.1% من الأسر كان لديها معيلات من الإناث دون وجود شريك، بينما كانت نسبة 3.6% من الأسر لديها معيلون من الذكور دون وجود شريكة وكانت نسبة 21.8% من غير العائلات. تألفت نسبة 19.4% من أصل جميع الأسر من عدة أفراد يعيشون في نفس المنزل ونسبة 7.9% كانت تتألف من شخص يعيش بمفرده يبلغ من العمر 65 عاماً أو أكثر. وبلغ متوسط حجم الأسرة المعيشية 2.58، أما متوسط حجم العائلات فبلغ 2.94.
بلغ العمر الوسطي للسكان 40.1 عاماً. وكانت نسبة 24.8% من القاطنين تحت سن الثامنة عشر، وكانت نسبة 6.6% بين الثامنة عشر والرابعة والعشرين عاماً، ونسبة 26.1% كانت واقعةً في الفئة العمرية ما بين الخامسة والعشرين والرابعة والأربعين عاماً، ونسبة 29.1% كانت ما بين الخامسة والأربعين والرابعة والستين، ونسبة 13.4% كانت ضمن فئة الخامسة والستين عاماً فما فوق. وتوزع التركيب الجنسي للسكان بنسبة 49% ذكور و51% إناث.